# フェリックス・シュタイナー
フェリックス・マルティン・ユリウス・シュタイナー（Felix Martin Julius Steiner, 1896年5月23日 - 1966年5月12日）は、ドイツの陸軍軍人、親衛隊員。親衛隊大将。

## 経歴
東プロイセンのシュタルペーネン生まれ。1914年3月、陸軍に志願しティルジットの歩兵第41（第5東プロイセン）「フォン・ボイェン」連隊に士官候補生として配属される。その年に勃発した第一次世界大戦に従軍。1914年11月、東部戦線での戦闘で重傷を負い後送される。1915年1月、少尉に任官。1918年まで西部戦線、東部戦線の各戦地で従軍し、1918年10月に中尉に昇進。
終戦後の1919年、東プロイセンで義勇軍に加入。1921年、軍に採用されるが、ヒトラー内閣が成立した1933年に少佐を最後に退役。同年ナチ党に入党し突撃隊に入隊、教育部長に就任し、突撃隊を第二国軍とするための軍事教練の教書を変名で書く。1935年、親衛隊に転じる。
1936年7月1日、親衛隊大佐として新設の親衛隊特務部隊「ドイチュラント」連隊指揮官に任命される。同年10月、バート・テルツの親衛隊士官学校教官に就任。カッシウス・フォン・モンティグニー男爵と共に、武装親衛隊の戦術教官を務める。1938年、ドイチュラント連隊を率いてズテーテン進駐に従事。
第二次世界大戦が始まると、同連隊を率いてポーランド侵攻、西方電撃戦に従軍。戦功により1940年8月、騎士鉄十字章を受章し、11月には親衛隊少将に昇進。12月、第5SS装甲師団「ヴィーキング」師団長に補される。独ソ戦が始まると、ヴィーキングを率いて従軍。シュタイナーの指揮のもと、ヴィーキングは東部戦線の各地で多くの戦果を挙げ、その戦功によりシュタイナーは1942年1月、親衛隊中将に昇進した。同年12月23日、柏葉付騎士鉄十字章を受章した。1943年3月、第3SS（ゲルマン）装甲軍団司令官に就任。1943年4月、同軍団を率いてユーゴスラビアでのパルチザン戦に従事。1943年10月、病気のため司令官を辞す。1944年8月、ナルヴァの戦いの戦功により剣付柏葉騎士鉄十字章を受章。健康が回復したためポンメルンの第11SS装甲軍司令官に就任。
1945年2月、ゾンネンヴェンデ作戦を指揮。同年3月、ベルリン北方を防衛する「シュタイナー軍集団」司令官に任命されるが、軍集団とは名ばかりの書類上の存在だった。同年4月、ソ連軍はベルリン東方のゼーロウ高地を防衛する第9軍を撃破しベルリンに迫っていた。戦況はさらに悪化しやがて4月20日にソ連軍はベルリンの包囲を開始する。4月21日、ヒトラーはシュタイナーに、ベルリン周辺のソ連軍を北方から攻撃し撃退するように命じた。しかしシュタイナー軍集団の予備軍は重火器を殆ど保有していない歩兵大隊のみであり、その他の部隊はすでに前線でソ連軍と交戦中だったため、シュタイナーは戦力不足を理由に攻撃命令を実行しなかった。このため命令不服従により、4月27日に司令官を解任された。5月3日、エルベ川でアメリカ軍の捕虜となる。ニュルンベルク裁判では人道に対する罪などで戦争犯罪人として裁かれた。1948年に釈放される。
戦後は『嫌われ者の軍隊』『義勇兵』などの著作や、第二次世界大戦を舞台とした小説を書いた。戦後シュタイナーは武装親衛隊について、ナチ党や親衛隊とは独立した普通の軍隊であったことを一貫して主張した。いわく、武装親衛隊は軍事組織であったにもかかわらず、ナチズムの犯罪行為に結び付けられて語られる「嫌われ者の軍隊」であると。確かに戦争中、シュタイナー、パウル・ハウサー、ヴィルヘルム・ビットリヒらは親衛隊やハインリヒ・ヒムラーの支配から距離を置こうと試みていた。しかし一方で、武装親衛隊の士官学校ではナチズムの思想教育が行われており、国軍であるドイツ国防軍に比べ政治色が強い軍隊であった。またシュタイナーは、武装親衛隊が上層部に命じられ数多くの戦争犯罪に手を染めていた軍隊であったことには触れなかった。
1951年には、オットー・クムやハウサーらと旧武装親衛隊員互助協会設立に関わる。団体の幹部として活動し、戦後のドイツ社会で肩身の狭い思いをしていた元武装親衛隊員の生活保障と名誉回復のために尽くした。
1966年5月12日、ミュンヘンにて死去。69歳没。

## 武装SSとの関わり
- シュタイナーはパウル・ハウサーと並んで、武装親衛隊の育成に貢献した人物である。武装親衛隊は早くから構想されていたが、軍事力としての親衛隊の育成が始まったのはナチ政権成立後である。親衛隊は基本的にはヒトラー個人の私兵という政治的軍隊であった。しかしシュタイナーはライプシュタンダルテ・SS・アドルフ・ヒトラーには懐疑的で、ミュンヘンでの親衛隊会合の席上、ヨーゼフ・ディートリヒの目の前で「LSSAHは仰々しいものだ、しかし総統がその配下の金髪の神々の連中の能力のなさに気がついたら、クビになるだろうさ」と罵倒している。
- シュタイナーは親衛隊を武装組織に変える訓練が出来た、親衛隊では数少ないプロの元軍人だった。伝統的なプロイセン参謀本部の流れをくむ同僚のハウサーが保守的な軍事思想を持っていたのに対し、シュタイナーは第一次世界大戦における自身の前線での経験からより革新的で新しい手法を多数考案し、武装親衛隊をより洗練されたエリート部隊にしようと試みた。特に突撃部隊による浸透戦術を用いた機動戦を重視した。そのため、ドイツ国防軍のような集団教練ではなく、個人の肉体鍛練を目的としたスポーツ訓練を重視した。他にもシュタイナーは、実弾訓練の実施、迷彩服の導入などの前衛的な試みを数多く行った。

## シュタイナーが登場する作品
映画　『ヒトラー 〜最期の12日間〜』
映画　『ヒトラー 〜最期の12日間〜』（ヨアヒム・フェストとトラウドゥル・ユンゲ原作によるドイツ語映画。原題：Der Untergang）では、総統地下壕での作戦会議中にヒトラーは、ハンス・クレープスからシュタイナー軍集団が命令通りに攻撃を実行していないことを告げられると、カイテル、ヨードル、クレープス、ブルクドルクを残し、叱責するシーンがある。その為出演はしておらず、名前のみの登場である。